# 任景德
任景德（1925年4月—2021年5月16日），男，山西河曲人，中华人民共和国政治人物，曾任审计署党组成员、党组纪律检查组组长兼机关党委书记，第四届全国政协委员。